# 1. Königlich Sächsisches Jäger-Bataillon Nr. 12
Das 1. Königlich Sächsische Jäger Bataillon Nr. 12 war ein Verband der Sächsischen Armee und wurde am 31. August 1809 durch König Friedrich August I. gestiftet. Es führte die Tradition des Sächsischen Jägerkorps fort.

## Organisation

### Unterstellung

#### 1810
- 2. Sächsische Division

- Brigade leichte Infanterie

- 1. Regiment Leichte Infanterie
- 2. Regiment Leichte Infanterie
- Jägerkorps

#### 1813–1821
- III. Deutsches Armeekorps

- Brigade Leichte Infanterie

- alle 3 sächsischen Jägerbataillone

#### 1821–1853
- IX. Bundesarmeekorps

- Brigade Leichte Infanterie

- alle 3 Schützenbataillone

#### 1853–1866
- IX. Bundesarmeekorps

- Jägerbrigade

- alle 4 Jägerbataillone

#### 1866
- 1. Sächsische Division

- 1. Infanteriebrigade

- 1. Jägerbataillon

- 3. Infanteriebrigade

- 3. Jägerbataillon

#### 1867
- XII. (I. Königlich Sächsisches) Armee-Korps
- II. Infanterie-Division (24. Division)

- 4. Infanteriebrigade Nr. 48

- Schützen-Regiment (I., II., III. Bataillon)
- 1. Jägerbataillon Nr. 12
- 2. Jägerbataillon Nr. 13

#### 1870
- XII. (I. Königlich Sächsisches) Armee-Korps

- 24. Division (2. Königlich Sächsische)

- 48. Infanteriebrigade

- Infanterieregiment Nr. 106
- Infanterieregiment Nr. 107
- Jägerbataillon Nr. 12

#### 1887
- XII. (I. Königlich Sächsisches) Armee-Korps

- 32. Division (3. Königlich Sächsische)

- 64. Infanteriebrigade (6. Königlich Sächsische)

- Schützen-Regiment Nr. 108
- 1. Königlich Sächsisches Jägerbataillon Nr. 12
- 2. Königlich Sächsisches Jägerbataillon Nr. 13

#### 1914 (Friedensstand)
- XII. (I. Königlich Sächsisches) Armee-Korps

- 23. Division (1. Königlich Sächsische)

- 46. Infanterie-Brigade (2. Königlich Sächsische)

Nach der Mobilmachung folgten während des Ersten Weltkrieges mehrfache Veränderungen.

#### August 1914
- 5. Kavallerie-Division

- 11. Kavallerie-Brigade

#### 21. August 1914
- 3. Armee

- XIX. (II. Königlich Sächsisches) Armee-Korps

- 24. Division (2. Königlich Sächsische)

- 48. Infanterie-Brigade (4. Königlich Sächsische)

### Gliederung und Stärke

#### 1810
Bei Gründung des Jägerkorps belief sich die Gesamtstärke auf 3 Offiziere und 122 Oberjäger (Unteroffiziere) und Jäger (Mannschaften).

#### 1813
Der Etat betrug jetzt 20 Offiziere und 602 Mannschaften, aufgeteilt in vier Fußkompagnien.

#### 1866/67
Mit der Umstrukturierung der Sächsischen Armee wurde das Bataillon aufgestockt auf insgesamt 1000 Mann; weiterhin vier Fußkompagnien.

#### 1914
Das Bataillon bestand aus vier Fuß-, einer MG- sowie einer Radfahr-Kompanie und hatte eine Stärke von 33 Offizieren, 1269 Oberjägern und Jägern.
Bereits drei Wochen nach der Mobilmachung wurde eine zweite Radfahrerkompagnie zugeteilt, ab 1917 wurde dem Bataillon eine zweite MG-Kompagnie unterstellt.

### Abgänge und Abgaben

#### 1815
Während der Okkupation von Frankreich wurden alle „Nichtsachsen“ an preußische Regimenter überstellt. Die Abgänge betrugen bei den Mannschaften über 50 %. Diese Abgänge wurden mit Einheiten aus der Heimat ersetzt.

#### 1867
Abgabe der 4. Kompagnie zur Bildung des I. Bataillons des Schützen-Regiments 108. Das I. Bataillon des Regiments wurde aus je einer Kompagnie der vier Jägerbataillone gebildet. Welche Kompagnie das Bataillon verlassen musste, entschied das Los.

#### 1887
Das Bataillon musste eine Kompagnie an das neu gebildete 3. Königlich Sächsische Jäger-Bataillon Nr. 15 abgeben.

## Bewaffnung, Ausrüstung usw.

### Bewaffnung
Bei der Gründung des Jägerkorps brachte jeder Jäger eine Büchse, Hirschfänger und den „Büchsenranzen“ (andere Bezeichnung für Tornister) selbst mit. Auf Kosten der königlichen Kasse bekamen die Jäger eiserne Lagestöcke und „Büchsenstrümpfe“ aus Capottuch mit Leinenfutter gegen die Witterung.

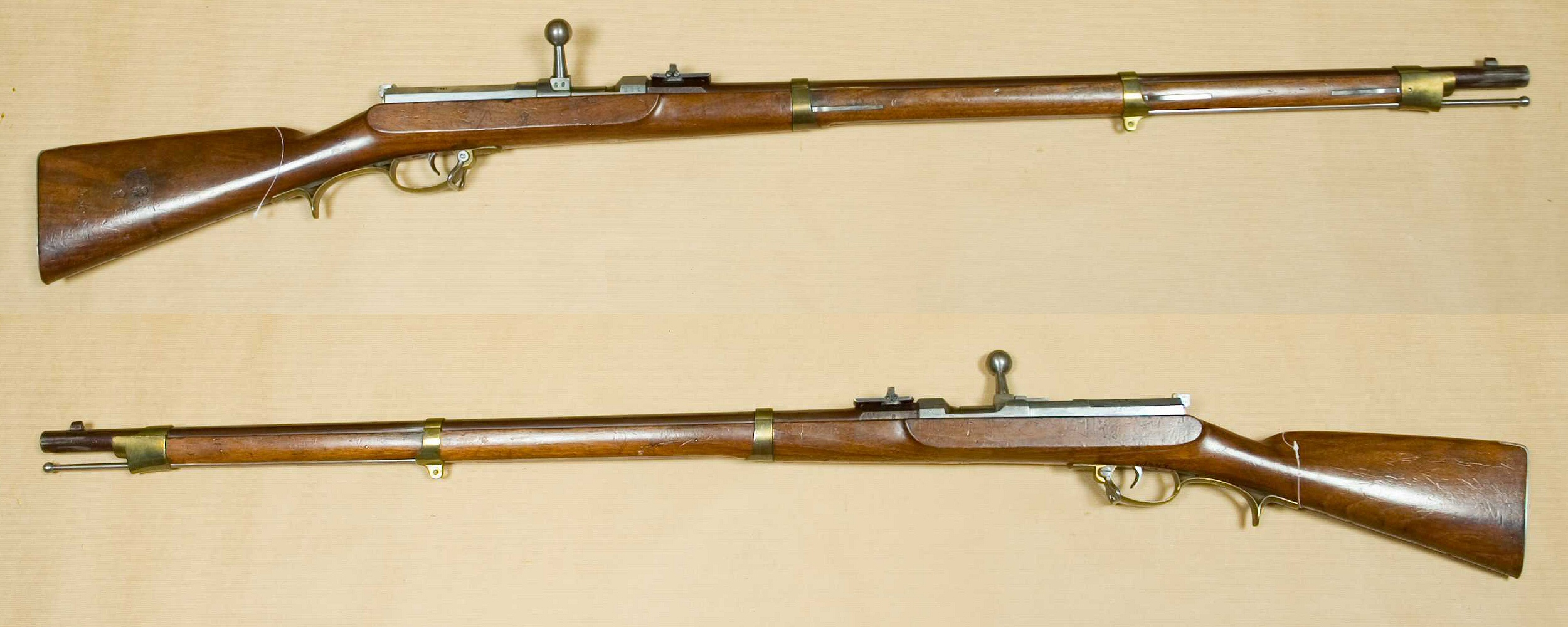
Zündnadelgewehr

1820 wurden die Jägerbataillone mit gezogenen Büchsen ausgestattet, um die Treffsicherheit der Truppe noch zu verstärken.
Ab 1836 wurden die Schützenbataillone mit Perkussionsgewehren und der Perkussions-Jägerbüchse ausgestattet.
Mit der Eingliederung in die Armee des Norddeutschen Bundes wurde das Zündnadel-Füsiliergewehr in der Sächsischen Armee eingeführt.
Ab 1871 wurde in das Gewehr 71 in der preußischen und sächsischen Armee als Standardbewaffnung der Infanterie benutzt und ab 1886 bis 1890 das Modell 71/84 der Firma Mauser als erster Mehrlader.
Von 1890 bis 1902 wurde das Modell Gewehr 88 und dann das Gewehr 98 genutzt, später auch die Weiterentwicklung 98a.
Die Soldaten der Jäger- und Schützenbataillone trugen über all die Jahre des Bestehens immer ihre Seitengewehre (Bajonett) und ihre Hirschfänger.
Als Kurzwaffen trugen sie den Revolver M 79, den Reichsrevolver M79/83 und den Revolver M 83.

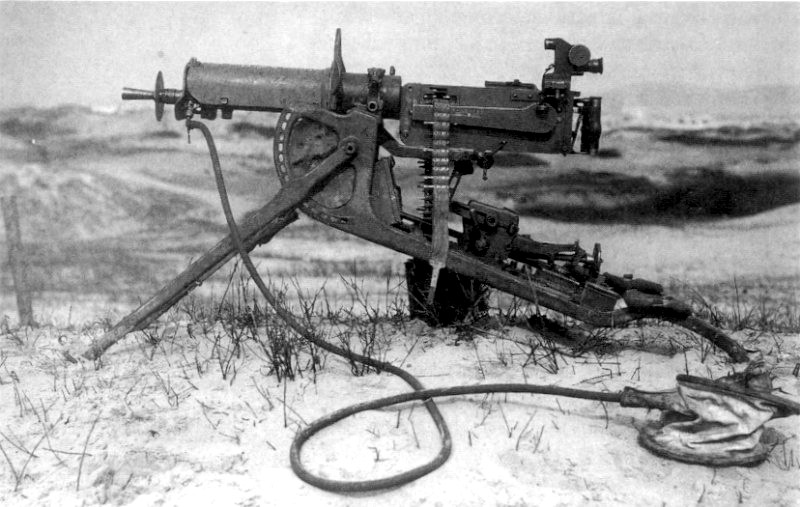
Das MG 08

Seit den Jägerbataillonen MG-Truppen unterstellt wurden, benutzte man als MG-Maschinenwaffen das MG 08 und das 08/15 im Einsatz.
Die Offiziere trugen von Beginn an einen Offizierssäbel; ab 1867 den sächsischen Kavallerie-Säbel 67, eine Umbenennung des preußischen Säbels 52.

### Uniform
Um 1900: grünes Tuch, schwarze sächsische Ärmelaufschläge (roter Vorstoß), Schulterstücke schwarzes Tuch mit roten Ziffern und rotem Horn, Tschako mit silbernem Stern und gelbem Wappen.
Ab 1917 wurde im Feld der Tschako gegen den Stahlhelm ausgetauscht. Der Tschako wurde nur noch in Reserve und beim Exerzieren getragen.

### Wappentier
Das Wappentier des Jägerbataillons war ein Hirschschädel mit kapitalem Geweih. Dieses Symbol sollte die Ursprünge des Bataillons repräsentieren. Dieses Wappentier trugen alle sächsischen Jägerbataillone (auch die Reservetruppen im Ersten Weltkrieg). Außerdem trug jedes Bataillon das Jagdhorn mit der Bataillonsnummer im Stempel und auf der Schulterklappe.

### Fahne
Trotz mehrfacher Bitten der Kommandeure des Bataillons wurde keine Truppenfahne vom König gestiftet.

## Geschichte der Jägertruppe

### Gründung und Namensgebung

#### Jägerkorps 1809–1813
Nachdem der sächsische König dem Kaiser Napoleon im Sommer 1809 17.000 Soldaten als Tribut seiner Gefolgschaft stellen musste, war das Land fast entmilitarisiert. Nur noch 1.300 Soldaten hatte Oberst Thielmann zur Bewachung der Grenzen zur Verfügung. Daraufhin erließ der König Friedrich August I. einen Erlass, woraufhin sich alle gelernten Förster des Königreiches bei Oberst Thielmann zu versammeln haben, um ein neues Jägerkorps zu gründen. Am 13. August 1809 wurde das Sächsische Jägerkorps in Dresden gegründet. Es bestand aus 3 Offizieren, 122 Oberjägern und Jägern. Der erste Kommandant wurde Major von Carlowitz.
In den ersten Jahren der „Schwarzen Brigade“ wurden weiterhin Dienste im Rahmen der Forst und Jagd ausgeübt. Auch der Forstschutz und die Bekämpfung der Wilderei war ein Bestandteil der Aufgaben des Korps. Die weitere Anwerbung von Soldaten für das Korps erfolgte innerhalb der Jäger und Förster auch in angrenzenden Fürstentümern.

#### Jägerbataillon 1813–1821
Das Jägerkorps wurde in ein Bataillon umgewandelt, zur Verstärkung wurden die besten Schützen aus der Infanterie herangeholt, außerdem wurde das Bataillon durch ein Preußisches Freikorps verstärkt. Der Etat betrug jetzt 20 Offiziere und 602 Mannschaften. Damit war das Bataillon ein Teil der regulären Truppen seiner Majestät des Königs von Sachsen.

#### 2. Schützenbataillon 1821–1853
Auf Bundesbeschluss von 1818 sollte Sachsens Heer mit den Kurhessen und Nassau das 9. Bundesarmeekorps bilden.
Die Umgestaltung der Sächsischen Armee wurde 1821 umgesetzt durch Gründung von drei Schützenbataillonen.
Das 1. Schützenbataillon wurde später Füsilierregiment Nr. 108, das 2. Schützenbataillon ist das Stammbataillon der Freiberger Jäger, und aus dem Jägerkorps (Stammbataillon) des 2. Königlich Sächsisches Jäger-Bataillon Nr. 13 wurde das 3. Schützenbataillon.

#### 2. Jägerbataillon 1853–1867
Im Jahre 1853 wurde eine Jägerbrigade mit vier Bataillonen gegründet. Aus den Schützenbataillonen wurden wieder Jägerbataillone.

#### 1. Jägerbataillon Nr. 12 1867–1919
Nachdem Sachsen im Deutschen Krieg gegen Preußen verlor und die sächsische Armee in die Armee des Norddeutschen Bundes eingegliedert wurde, erhielt das Jägerbataillon die Nr. 12. Es war damit das 12. Jägerbataillon im deutschen Heer zur Zeit des Kaiserreichs.

### Garnison
Nach dem Beitritt in den Norddeutschen Bund und der Neuformierung der Sächsischen Armee wurde das Jäger-Bataillon Nr. 12 in Zwickau untergebracht. Seit 1867 war Freiberg Standort des Bataillons mit einer eigenen Kaserne. Die Jäger-Kaserne war, genau wie die in Dresden, in der Innenstadt gebaut worden. Das Bataillon sollte im Jahr 1914 nach Löbau verlegt werden. Durch den Ausbruch des Ersten Weltkrieges erfolgte dies jedoch nicht, so dass bis zur Demobilisierung im Jahre 1919 Freiberg die Garnisonsstadt des Bataillons blieb.

### Kommandeure

#### Chef
| Dienstgrad      | Name                                   | Datum                  |
| --------------- | -------------------------------------- | ---------------------- |
|                 | Kronprinz Albert von Sachsen           | ??? bis 1873           |
| Generalleutnant | Ernst I. Herzog von Sachsen-Altenburg  | 1878 bis 1908          |
| Generalleutnant | Ernst II. Herzog von Sachsen-Altenburg | 1908 bis zur Auflösung |

#### Bataillonskommandeur
| Dienstgrad     | Name                     | Datum                                 |
| -------------- | ------------------------ | ------------------------------------- |
| Oberstleutnant | Nehrhoff von Holderberg  | 1866                                  |
|                | Graf von Holtzendorff    | 1870/1871                             |
| Oberstleutnant | Hermann von Kiesenwetter | Herbst 1911 bis 1. August 1914        |
| Major          | von Carlowitz            | 2. August 1914 bis 19. Oktober 1915   |
| Hauptmann      | von Einsiedel            | 20. Oktober 1915 bis 8. November 1916 |
| Hauptmann      | von der Pforte           | 9. November 1916 bis 8. April 1917    |
| Major          | Hassel                   | 9. April 1917 bis 24. Juli 1918       |
| Major          | von Kracht               | 25. Juli 1918 bis 21. September 1918  |

#### À la suite
| Dienstgrad    | Name                | Datum   |
| ------------- | ------------------- | ------- |
| Generaloberst | Freiherr von Hausen | ab 1906 |

### Feldzüge

#### Fünfter Koalitionskrieg (1809)
Am 31. August 1809 wurde zum Schutz der Landesgrenze das Jägerkorps (später Schützen-Regiment 108, Jäger-Bataillon 12 und 13) zu einer Brigade Leichter Infanterie (Sächsische Jäger Brigade) umgewandelt und eingesetzt. Zu Fronteinsätzen kam es nicht. Das Jägerkorps war ausschließlich mit der Sicherung der Grenzen beschäftigt.

#### Befreiungskriege (1813–1815)

##### 1813
Die Feuertaufe des Jägerkorps war am 22. Mai 1813 im Gefecht um Reichenbach, östlich von Görlitz. Die russische Arrièregarde wurde von der leichten Infanterie aus ihren Stellungen geworfen. Am nächsten Tag stürmten die Sachsen Leopoldshain und machten mehrere hundert Gefangene. Die ersten Verluste des Korps betrugen vier Tote, 18 Verwundete und 28 Vermisste. Am 31. Mai wurde mit Hilfe des Jägerkorps und des Regiments Le Coq der Übergang über das Schweidnitzer Wasser erzwungen. Dies sorgte für eine starke Entlastung der französischen Armee auf ihrem Rückzug.
Nach dem im Juni vereinbarten Waffenstillstand und der eiligen Vervollständigung des Etats der sächsischen Truppen wurde das Jägerkorps im Rahmen der VII. Armee Richtung Berlin gesandt. Nach dem siegreichen Gefecht bei Wittstock wurde das Korps in die schwere Niederlage bei Großbeeren verwickelt.
Sächsische und bayrische Truppen verhinderten eine Vernichtung der französischen Armee und deckten den Rückzug. Auch an der Schlacht bei Dennewitz am 6. September wurden die sächsischen Jäger als Flankendeckung verwandt. Die Niederlage von Marschall Ney kostete die Jäger einen Toten, sechs Verwundete und 35 Vermisste (zum Teil bei anderen Truppenteilen weiterkämpfend und später wieder im Korps rekrutiert).
Der Rückzug ging über Torgau. Hier versammelte der sächsische König seine Truppen. Gemeinsam mit den napoleonischen Truppen marschierte man dann nach Leipzig. Vom 14. bis zum 18. Oktober kämpfte man auf französischer Seite. Dann trat der sächsische König auf die Seite der Preußen, und die Truppen wurden zur Belagerung von Torgau verwandt. Am Ende des Feldzuges bestand das Jägerkorps nur noch aus 43 Mann.

###### Auszeichnungen
- Premierleutnant von Petrikowski, Sousleutnant Krebs und Feldwebel Friedrich erhielten den Orden der Ehrenlegion.
- Jäger Berndt erhielt die silberne Medaille des St. Heinrichsordens.

##### 1814
Im Rahmen des III. Armeekorps marschierten alle drei sächsischen Jägerbataillone im Frühjahr 1914 Richtung Holland. Antwerpen, Jülich und Maastricht wurden belagert. Die Teilnahme an den Gefechten bei Lier, Bockhout, Wärlos und Natten-Häsdonk im Februar und März kosteten das Korps sechs Tote, 12 Verwundete und fünf Vermisste.

##### 1815
Nach dem Friedensvertrag von 1815 lag das Jägerbataillon in Neuss, Cochem und Koblenz.

#### Deutsch-Dänischer Krieg 1863–1864
Das Bataillon nahm im Rahmen der Sächsischen Brigade unter dem Oberkommando des Generalmajors von Schimpff teil. Von Dezember 1863 bis April 1864 mussten die sächsischen Truppen untätig zusehen und waren nur mit rückwärtigen Aufgaben und Absicherungen beschäftigt. Ab Mitte März begann die Sächsische Armee mit der Bewachung der Westküste Holsteins. Im Dezember des Jahres 1864 wurde die Sächsische Brigade per Eisenbahn Richtung Heimat abtransportiert. Außer sieben Schuss Artilleriemunition hatte die gesamte Brigade keinen Schuss abgegeben.

#### Deutscher Krieg 1866
Die sächsischen Jäger-Bataillone nahmen an den Schlachten von Gitschin und Königgrätz teil. Bei der Schlacht um Königgrätz war das sächsische Armeekorps der linke Flügel. Gemeinsam mit dem 9. und 10. Infanteriebataillon (später Infanterieregiment Nr. 106) war das 3. Jägerbataillon die Besatzung des kleinen Dorfes Problus. Am 3. Juli wurden die Sachsen von der Elbarmee unter General Herwarth von Bitterfeld angegriffen. Auf Problus wurde die 14. Division geschickt. Über sechs Stunden gelang es den drei Bataillonen, die Division aufzuhalten. Erst als das Österreichische Zentrum komplett zusammenbrach, musste man sich zurückziehen. Die Verteidiger von Problus waren die letzten Bataillone, die das Schlachtfeld verließen und die Nachhut der Österreicher bildeten.
Nach dem Rückzug wurde das Bataillon Richtung Wien per Train abtransportiert. Vor den Toren von Wien wollten die Preußen die Entscheidungsschlacht führen. Der Kaiser Franz Josef willigte dem Waffenstillstand von Nikolsburg zu, und die sächsischen Soldaten konnten in die Heimat zurück. Ende Oktober trat Sachsen dem Norddeutschen Bund bei. Am 11. November 1866, nach viereinhalb Monaten, zog das Bataillon in seine provisorische Garnison in Nossen ein.

#### Deutsch-Französischer Krieg
Teilnahme an der Schlacht bei Gravelotte bzw. St. Privat (18. August). Am 1. September kämpfte das Bataillon bei Sedan. Im Spätherbst beteiligten sich die Jäger, an vorderster Front, an der Belagerung von Paris.
Im November wurde das Bataillon der Sächsischen Kavallerie-Division unterstellt. Nach zahlreichen Gefechten gewannen die Jäger eine grimmige Anerkennung durch die Franzosen. Man nannte sie die „gewandten Schwarzen Teufel“ in Anlehnung an ihre schwarzen Ärmelaufschläge und Schulterstücke. Außerdem nahm das Bataillon an der mitentscheidenden Schlacht bei St. Quentin teil.

#### Boxeraufstand – China Expeditionkorps
Ein Offizier, drei Oberjäger und 25 Jäger aus beiden Jäger-Bataillonen nahmen als Freiwillige an diesem Kriegseinsatz teil. Es gab keine Verluste.

#### Schutztruppe Deutsch-Südwestafrika
Auch an der Niederschlagung des Hereroaufstandes haben Angehörige des Bataillons, die sich freiwillig zur Schutztruppe versetzen ließen, teilgenommen und sind gefallen. Sie genossen im Bataillon hohes Ansehen.

#### Erster Weltkrieg
Das Bataillon wurde sowohl an der Westfront als auch an der Ostfront eingesetzt.

##### 1914
Der erste Kampfeinsatz im Weltkrieg war die Schlacht um Dinant am 15. August 1914. Gemeinsam mit seinem Schwesterbataillon (Jäger-Bataillon Nr. 13) und zwei Batterien der Reitenden Abteilung des 5. Feldartillerie-Regiments Nr. 5 wurde dem Bataillon die Einnahme des Ortes zugeteilt. Nachdem die Bataillone den Ort eingenommen hatten, mussten sie ihn wieder aufgeben, denn die Franzosen griffen den Ort mit einem kompletten Regiment an.
Nach der Unterstellung unter das XIX. Armeekorps wurde das Bataillon zur Absicherung des Vormarsches Richtung Marne verwandt, in der Hauptsache als Vorauskommando und Vorhut.
Im kleinen Ort Mourmelon-le-Grand geriet das Bataillon in einen Hinterhalt, und der Vormarsch geriet ins Stocken. Unter erheblichen Verlusten wurde das Dorf eingenommen und gehalten. Nach Unterstützung durch die Kavallerie wurden die französischen Truppen zurückgedrängt. Der Vormarsch und die Vorbereitungen zur Marneschlacht gingen weiter.
Am 26. September 1914 betrug die Gefechtsstärke des Bataillons nur noch 17 Offiziere und insgesamt 762 Unteroffiziere und Mannschaften. Die 2. Kompanie wurde abgezogen und als Vortrupp der Division nach Mourmelon gesandt.

##### Verluste
Im Verlauf des Ersten Weltkrieges hatte das Bataillon folgende Verluste zu beklagen:
| Rang                       | Tod | Verwundet | Vermisst | Gefangen |
| -------------------------- | --- | --------- | -------- | -------- |
| Offiziere                  | 19  | 35        | 3        | 2        |
| Unteroffiziere (Oberjäger) | 105 | 250       | 10       | 10       |
| Mannschaften (Jäger)       | 775 | 2081      | 134      | 103      |

### Auflösung
Im Dezember 1918 wurde das Bataillon in Lichtenberg aufgelöst. Die Tradition übernahm in der Reichswehr das 10. (Sächsische) Infanterie-Regiment.

## Ehrungen
Das Bataillon erhielt mehrfach das Kaiserabzeichen für besondere Schießleistungen. Dieses erhielt die Kompanie eines Armee-Korps mit den besten Schießergebnissen. Das Abzeichen wurde auf dem rechten Oberarm des Waffenrocks getragen. Es zeigte ein Hirschgeweih mit der jeweiligen Jahreszahl.
- 1898–Kaiserabzeichen durch 2. Kompanie
- 1899–Kaiserabzeichen durch 2. Kompanie
- 1901–Kaiserabzeichen durch 1. Kompanie
- 1903–Kaiserabzeichen durch 1. Kompanie
- 1904–Kaiserabzeichen durch 1. Kompanie
- 1908–Kaiserabzeichen durch 2. Kompanie
- 1910–Kaiserabzeichen durch 1. Kompanie

## Denkmal
Am 30. September 1923 wurde in Freiberg ein Denkmal eingeweiht für:
- das 1. Jäger-Bataillon Nr. 12
- das Reserve-Jäger-Bataillon Nr. 12 und
- das Infanterie-Regiment Nr. 182 eingeweiht.

Der Entwurf für das Denkmal stammte von dem Hauptmann d.R. Göpfert. Die Ausführung lag in den Händen des Gefreiten Waldmann vom RJB 12. Erbaut wurde es von 91 Angehörigen der oben genannten Truppenteile. Der Gedenkstein wurde unweit der alten Jägerkaserne aufgestellt.

## Verweise